# 比例模型

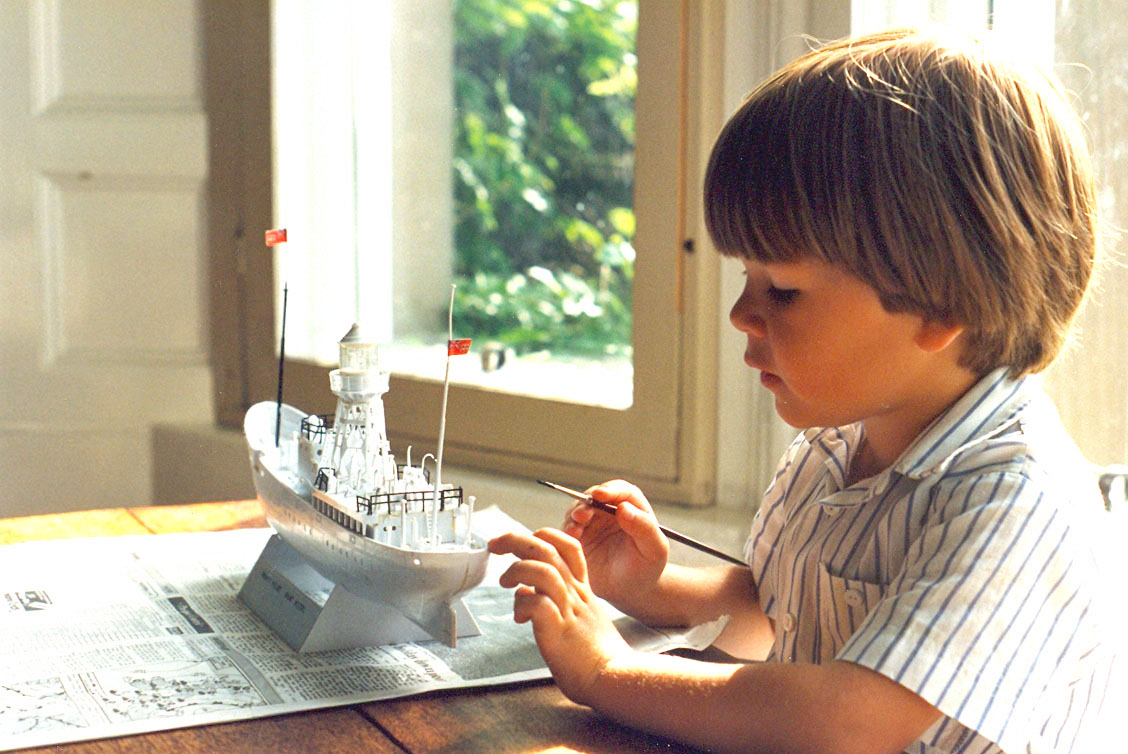
一個正在替船艦模型上色的4歲男孩

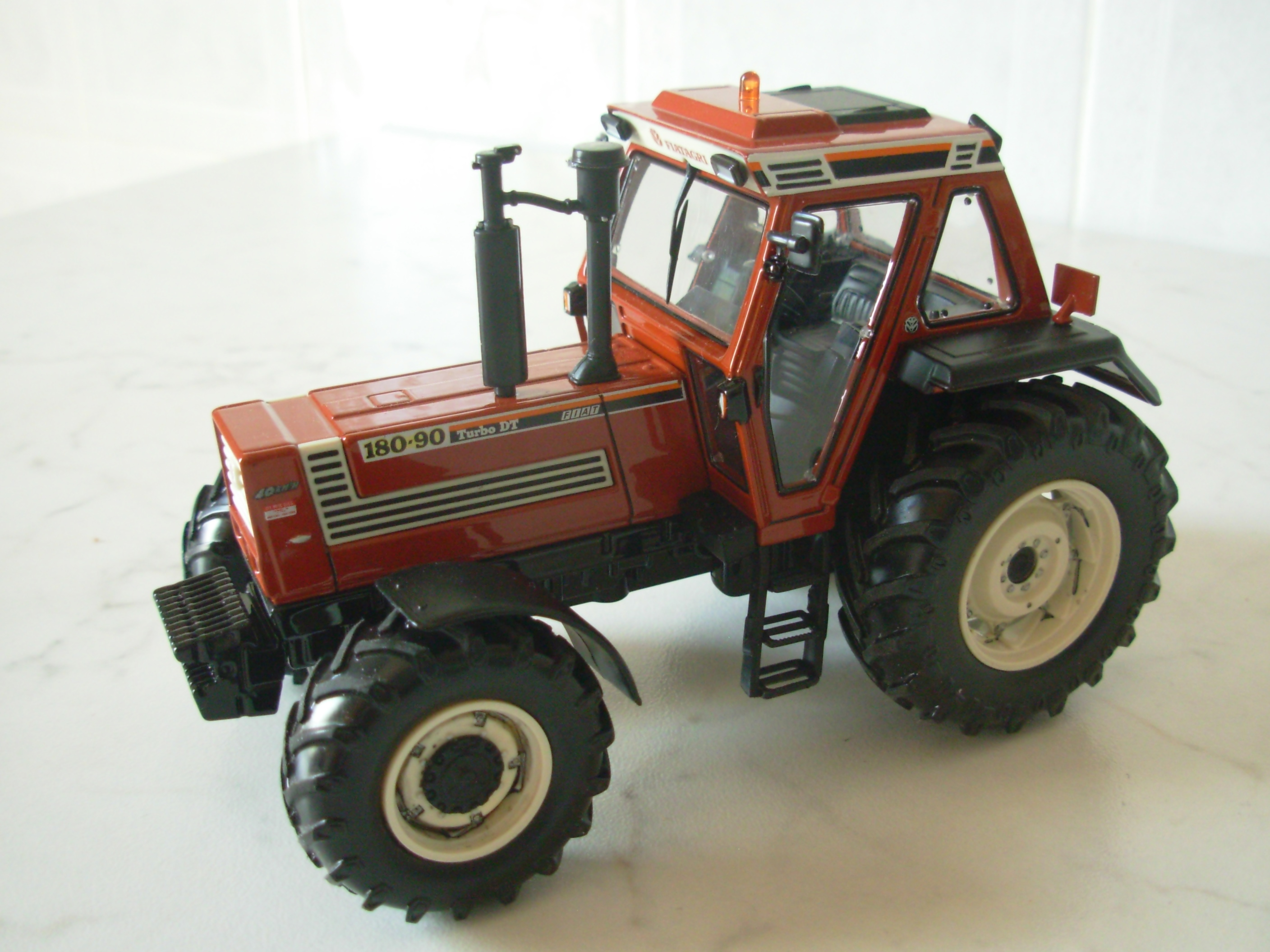
等比例縮小的拖拉機模型

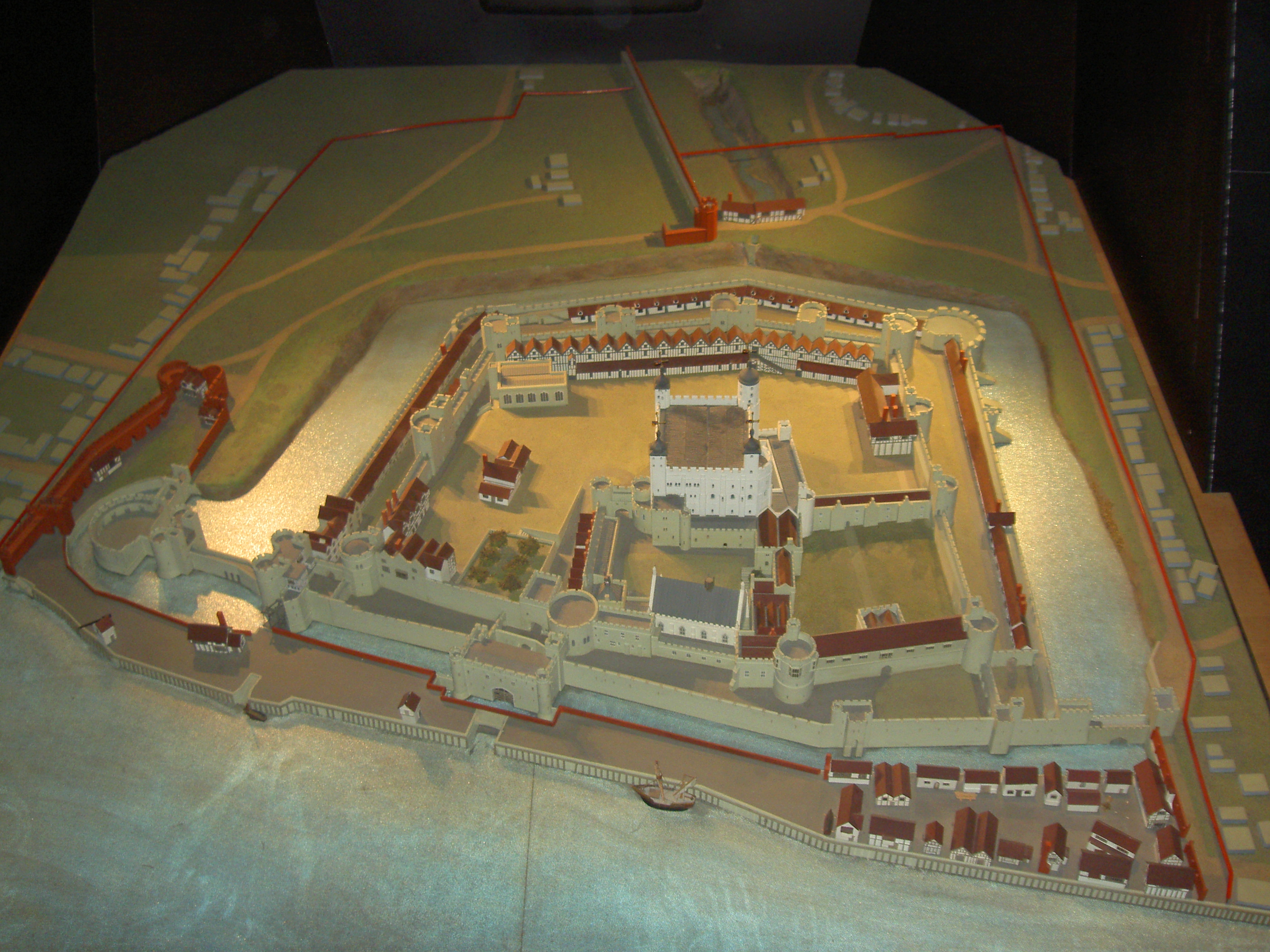
伦敦塔的比例模型，放置于塔内

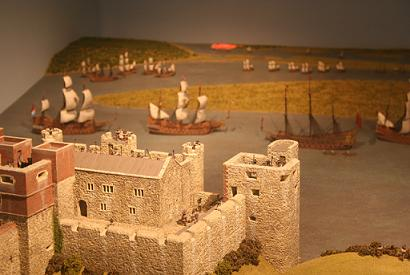
用英国复合土制作的船模和城堡模型

比例模型是指将真实世界中存在的原型，按人们要求的比例、仿真度、取舍度、取整度等，制作成的实物样品。

## 模型的工程学分类
模型按工程学上分类分成模具模型和直制模型。

### 模具模型
模型所用的部件由注射模具制成，通常可以大批量生产，如军舰模型、飞机模型、坦克模型等。

### 直制模型
直制模型通常称为手板，常是工业设计和结构设计验证时使用。制作方式通常是使用ABS等材料通过CNC铣床加工，再由模型师傅打磨、上漆制成。自20世纪90年代末期，各种快速成型方法得到普及，如光刻法、UV腐蚀法、SLA、SLS等。隨後3D列印技術也得到了應用。

## 比例模型的类型
有些製造模型者製造一個中型的模型，有些則收集一些模型然後轉化為一個整體的模型（例如城市）。

### 飞机模型

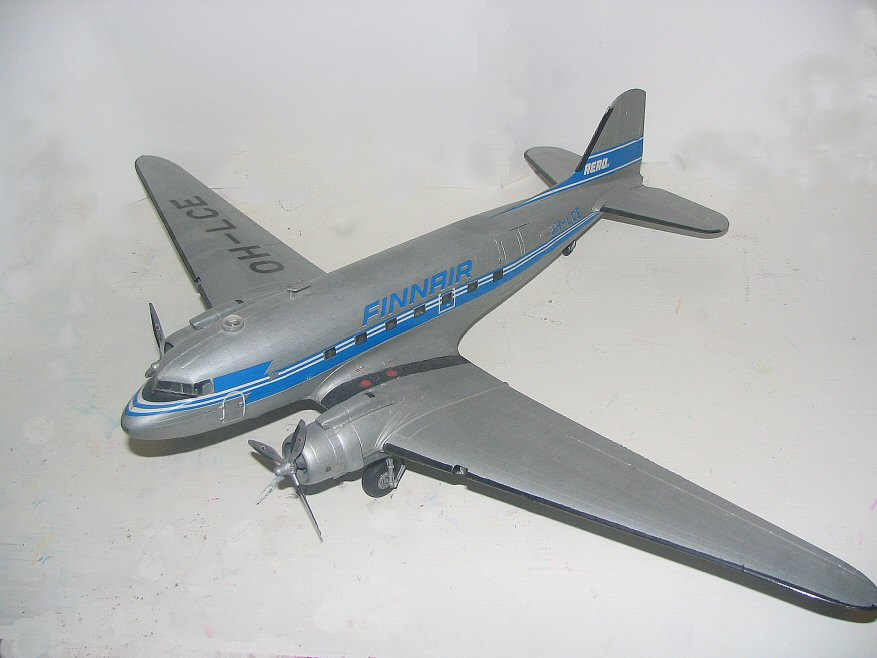
道格拉斯DC-3飞机模型

飞机模型又分为静态和动态模型两类：

#### 静态飞机模型
靜態飛機模型多是由膠製成的，不過木、金屬或紙張都不失為一個選擇。一般商店所售賣的模型有些已組裝和上色的，或是塗上色卻未組裝好的，又或是從未上色和組裝的。最普遍的靜態飛機模型可分為民航機和軍機，不過這些製成品在70年代開始少之有少了，儘管現在仍有一些舊式製成品出售。靜態飛機模型可製成多種比例：最普遍的是1:1000、1:500、1:400、1:200、1:144、1:72、或是1:48，有時比例會是四份一比例，因為1英尺等於1吋、1:32和1:24。大部份的外國模型的比例是1:50。

最高質素的模型是利用膠來倒模製成的，熟練者多會選用真空處理過的塑膠。也可選用一些較便宜的材料，例如重紙皮或是硬紙板。倒模和組裝模型亦很受歡迎。

#### 动态飞机模型

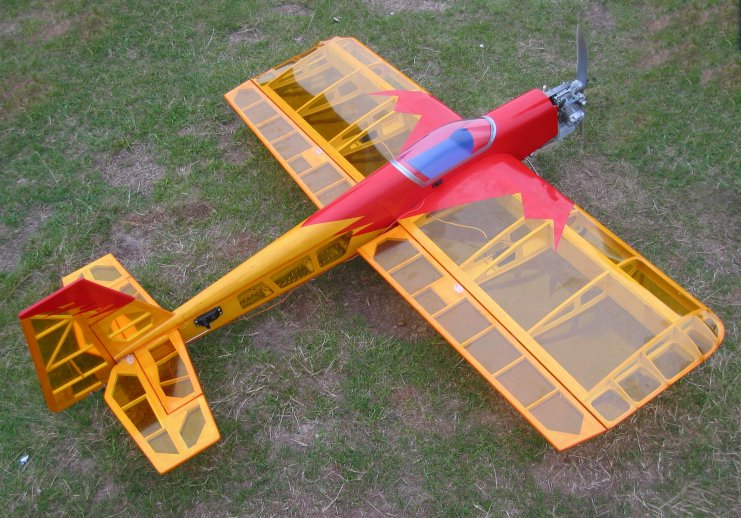
無線控制遙控飞机模型

飛機模型多是指會動的。大部份的飛機模型都有以下3種特點：自由、能控制和由無線控制。有些甚至和真的飛機差不多樣子，即使有些不是模彷真的飛機。飛機模型有時會設計成舊時的飛機。它們有些刻出來或是組裝成的。有些組裝需多個小時甚至數天到數週來組裝，有些就一開始便能使用。有些愛好者會自行製作飛機模型，再裝上遙控設備。

### 建筑物模型
大部份建築物模型愛好者會製造模型的透視來增加其它的模型類別，例如鐵路模型或戰爭機器。作為一個單一的喜好，製造模型好於利用玩具（例如Erector, 樂高和K'nex）來砌成一件物件。著名的景物例如帝國大廈、大笨鐘或是白宮都是常見的題材。建築物模型的標准比例其實沒有一個介定。鐵路模型愛好者多會使用鐵路模型的標準，例如HO比例（1:87）、N比例（1:160）、和O比例（1:43）。樂高愛好者會選用樂高主題公園（Legoland）的比例（1:20）或是迷你人型的比例（1:48）或是迷你比例（1:192）一般來說，愈大的建築物模型會用愈小的比例。建築物模型多是由塑膠、發泡膠、輕木材（即俗稱的飛機木）或紙。硬卡紙模型是一些書本中，印著一些拼圖然後拼合起來成為一個3D拼圖；不過專業的說，製造模型多是由設計師或是推銷所製成的。
建築公司多數會聘請模型製造者製造模型來推銷她們銷售中的樓宇或是樓宇的初步計畫。傳統上這些模型是手製的，但是亦可交由電腦製作。
房子模型

一般來說房子模型的比例是1:50，在示範單位展覽或是房子的構思都不難發現。有時會出現在建築物的週年紀念或是完結日，或是用作推銷該一個新的房子。

### 机动车模型

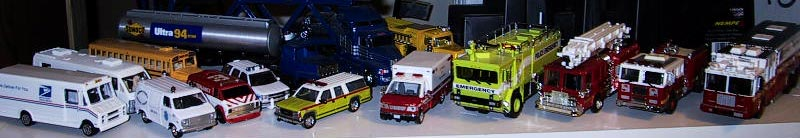
1:64的機動車模型

這些模型多是1:50的比例。汽車製造商會委托一些模型生產商來製造一些金屬製成的機動車模型，用作機動車的推廣之用。這些模型很受小孩的歡迎，亦是收藏家的收藏物品。
貨車多製成1:43的模型，或是1:24（如是小孩玩具）。不過亦有一些生產商會生產一些1:64比例的模型，例如Code 3。

### 汽车模型

#### 靜態汽車模型
汽车模型亦應用於汽車設計上。现今的汽车模型概念已经到了收藏和爱好层面，特别是欧美发达国家汽车文化已经成熟，明显收藏所有真车是一个梦想，但拥有全部汽车模型还好是可以做到的。而且高度仿真和功能体验，也带给了收藏者无限的乐趣和满足感。
具代表性的汽車模型比例是：
- 1:8或1:10：遙控或電動汽車模型為主。
- 1:12
- 1:18：以收藏為主的汽車模型。
- 1:24
- 1:43
- 1:55
- 1:64

常見的汽車模型品牌有：
- （页面存档备份，存于） 田宮（TAMIYA）：日系汽車模型的主要品牌之一。

- （页面存档备份，存于）Model Factory Hiro：日系高檔汽車模型廠商，聞名於仿真度極高丶十分精細的模型，所賣的模型對應的真實車輛都是傳奇稀世經典之作（亦有冷門車款），但由於年產量稀少（不是大規模工廠，只是小作坊），加上為了盡可能復刻真車的各種部份（如可全開內構，但亦有少部分出品沒有此功能），導致由設計至生產流程，因此價格十分高昂，1/24一般可達20000日元，1/12更一般可達60000日元。

- Hot Wheels風火輪：美國美泰兒公司的模型車品牌，特色是有很多設計師想像的競賽車款，並且有迴轉動力可以搭配軌道遊戲。
- GreenLight：美國的模型車品牌，主題以美系車輛為主，並且有許多電影電視主題車輛。
- Tomica (トミカ)（英语：Tomica）：日本的模型車品牌，屬於TOMY多美公司。
- Siku Toys：德國的模型汽車品牌，以1:55規格的金屬模型車為主力產品。
- AUTOart：以1:18金屬模型為主力產品，香港的汽車模型品牌。

### 巴士模型
巴士模型在香港和歐洲國家如英國較為流行，以合金或樹脂膠製作，比例通常為1:64。亦有部份巴士模型以1:24、1:36、1:43、1:76、1:87、1:120、1:150的比例製作。

### 铁路模型

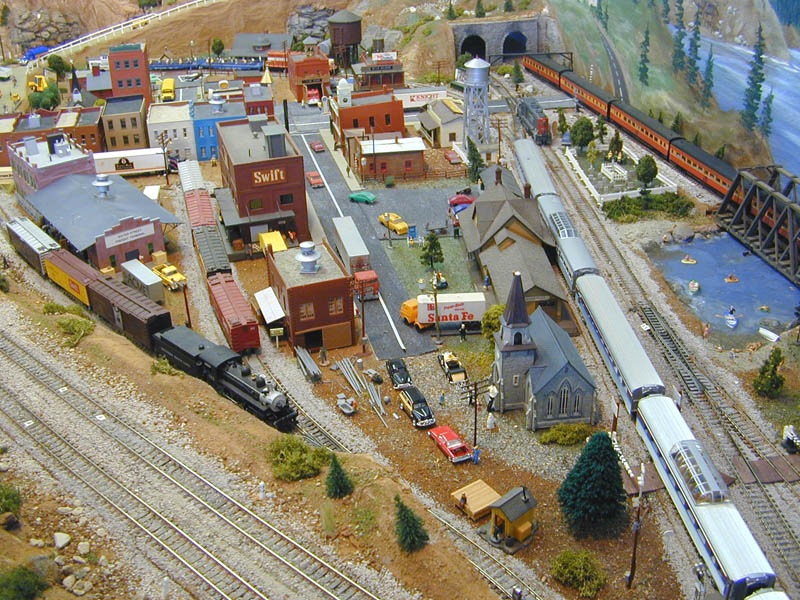
HO比例鐵道模型

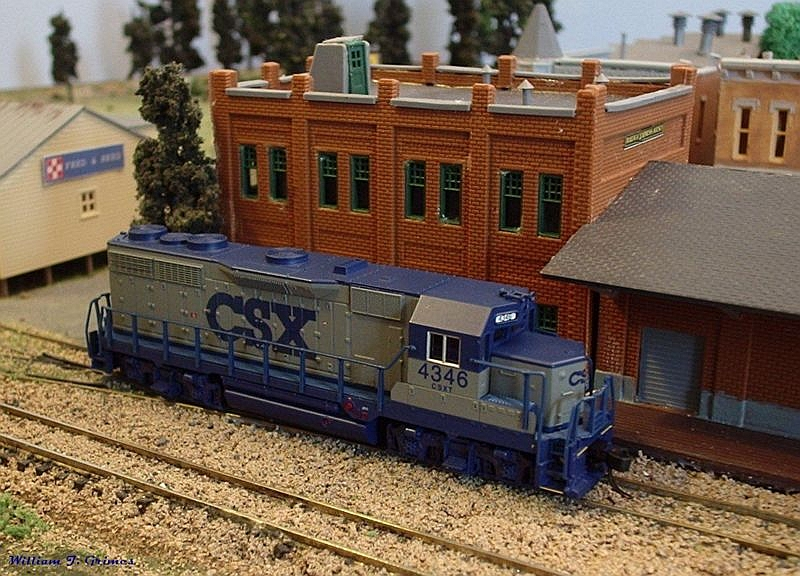
N比例鐵道模型

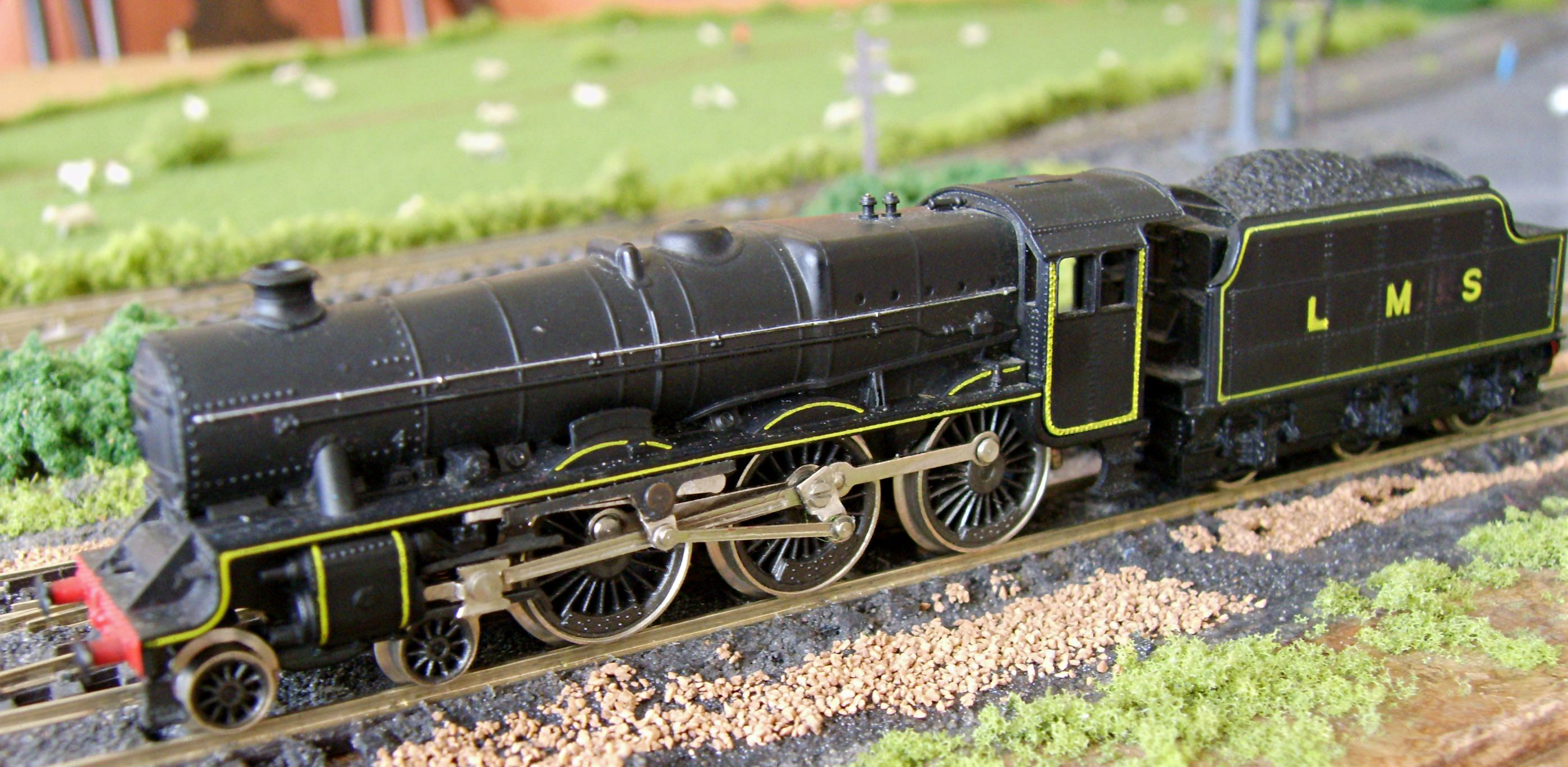
英國製造的N比例鐵道蒸汽火車

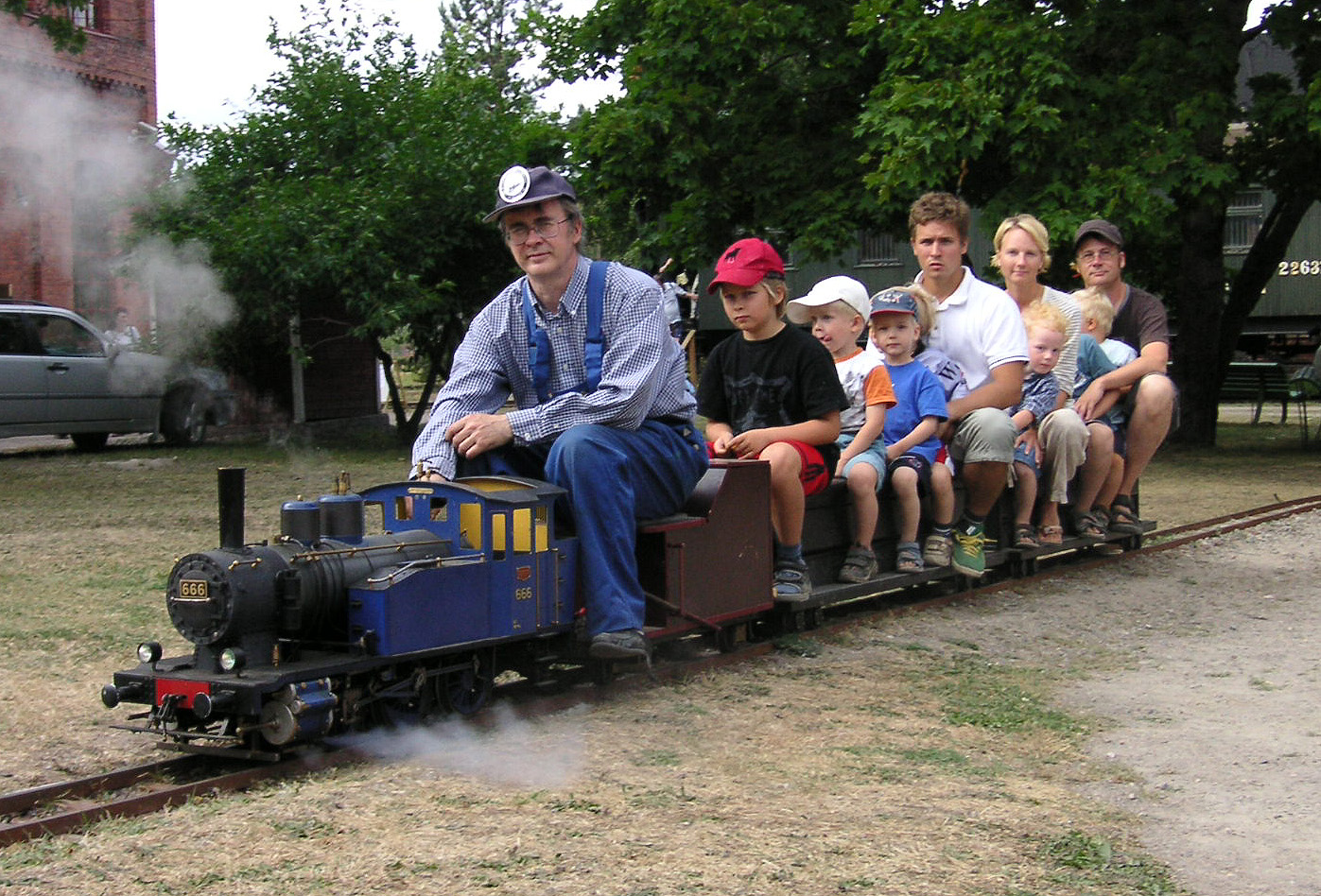
1/8比例遊樂用火車.

鐵道模型（railway model、railroad model、RM、model railroad），也有人稱為小火車，鐵路的比例模型（Scale model）通常依照真實的尺寸依比例製作而成。鐵路模型包括鐵路與相關物件及環境，如鐵路機車或機關車（locomotive）、鐵道機車車輛（rolling stock）、路面電車（tram、tramcar、streetcar、trolley car）、鐵軌（track、model railroad track）、鐵路信號機（signalling、Railway signal）、鐵路車站、扇形車庫（Roundhouse）及車場、車站月台、平交道等，也包括周邊風景，如道路、建築物、車站、車輛、人形等，天然風景如河川、山丘、峽谷等。
自己可以在特定的空間內配置鐵路相關物件及風景，這樣的作品稱為「場景（layout，Model railroad layout）」或「情景」，在大陸地區稱為「沙盤」。製作場景時通常以「強調特徵」的方式來完成，「想像力」是一件很重要的事。
- 世上最早的鐵道模型是Carpet Railways （页面存档备份，存于），於1840年代出現，時至今日已成為不少人工作之餘或退休後的興趣。
- 在臺灣經常接觸鐵道模型的成員，通常以車友這個名詞來稱呼。
- 在臺灣的鐵道模型迷，經常自發性的辦理不定期的聚會，這種車友間的活動通常稱為運轉會。

代表性的鐵道模型比例是
- 比例1/220，Z軌距，軌距是6.5mm。
- 比例1/148～1/160，N軌距（日本在來線列車比例為1/150），軌距是9mm。
- 比例1/87，HOe軌距同N軌距，軌距是9mm，大多用來表現HO比例的窄軌鐵道。
- 比例1/76.2，英國流行的標準，OO軌距 （页面存档备份，存于），軌距是16.5mm。
- 比例1/87、1/80，HO軌距 （页面存档备份，存于），軌距是16.5mm。
- 比例1/45～1/48，O軌距，軌距是32mm。
- 比例1/22.5，G軌距，軌距是45mm。

### 机器人模型
日本電影經常會出現一些裝扮成機械模型的角色，他們會叫這些做「mecha」。這些機械的高度是大約15至20厘米，因此通常它們的比例是1:100或是1:144，不過亦有其它的比例仍被人採用。
現時最有經驗的機械模型製造商是萬代（Bandai），由1980年代開始就生產著名的高達模型（GUNPLA系列）。即使是今日高達模型依然是機械模型的頂峰之作，高達的組裝形式和色彩的層次為每年帶來許多的金錢，亦成為其它的榜樣。
正因為這樣，機械模型的設計變得簡潔和更有風格。例如以戰爭作為背景的高達模型，將之塑造成一個強勁的形象。使其它的同類模仿它成為一個更有特色的機械模型。

### 宇航器模型

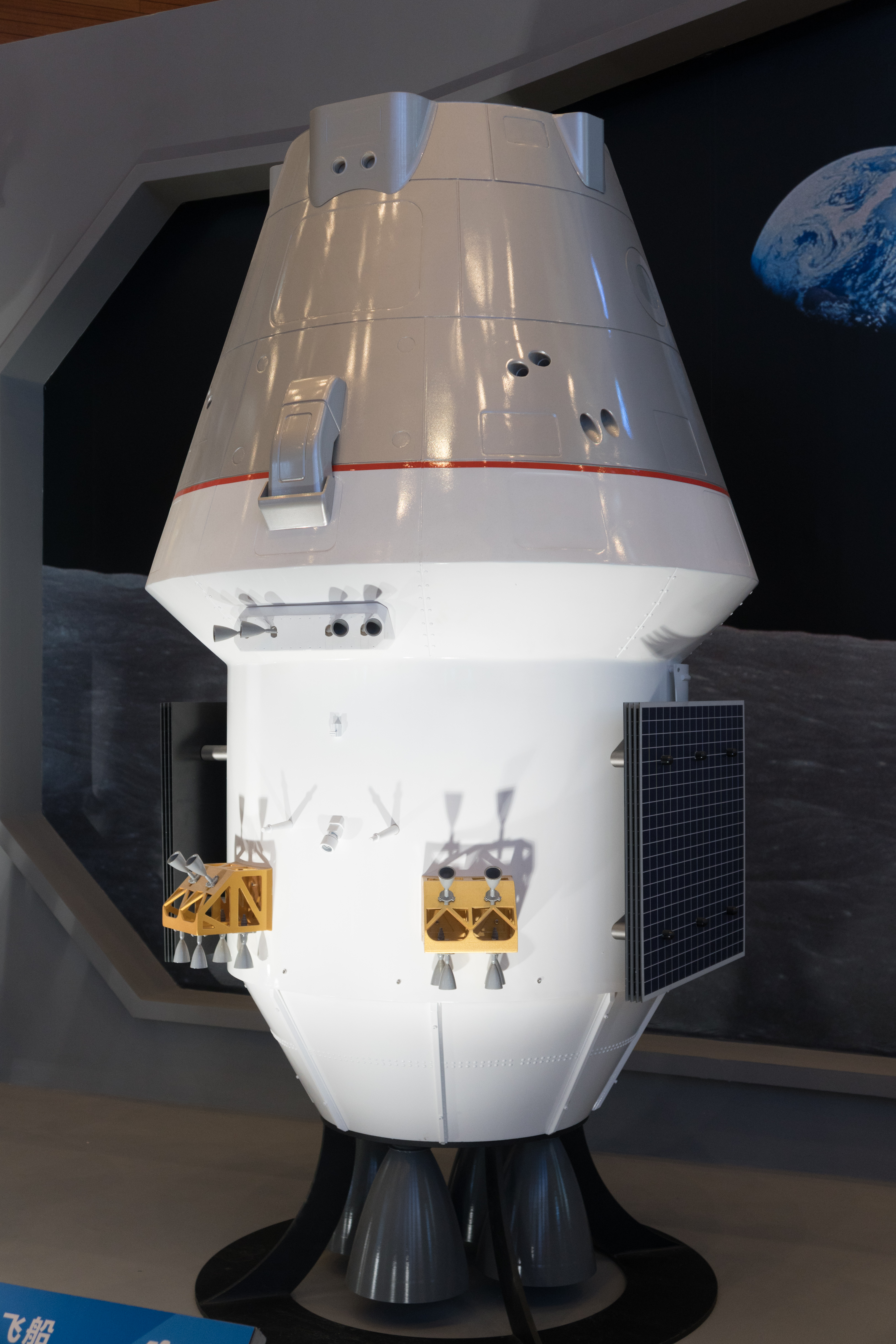
中国新一代载人飞船比例模型

### 船舰模型

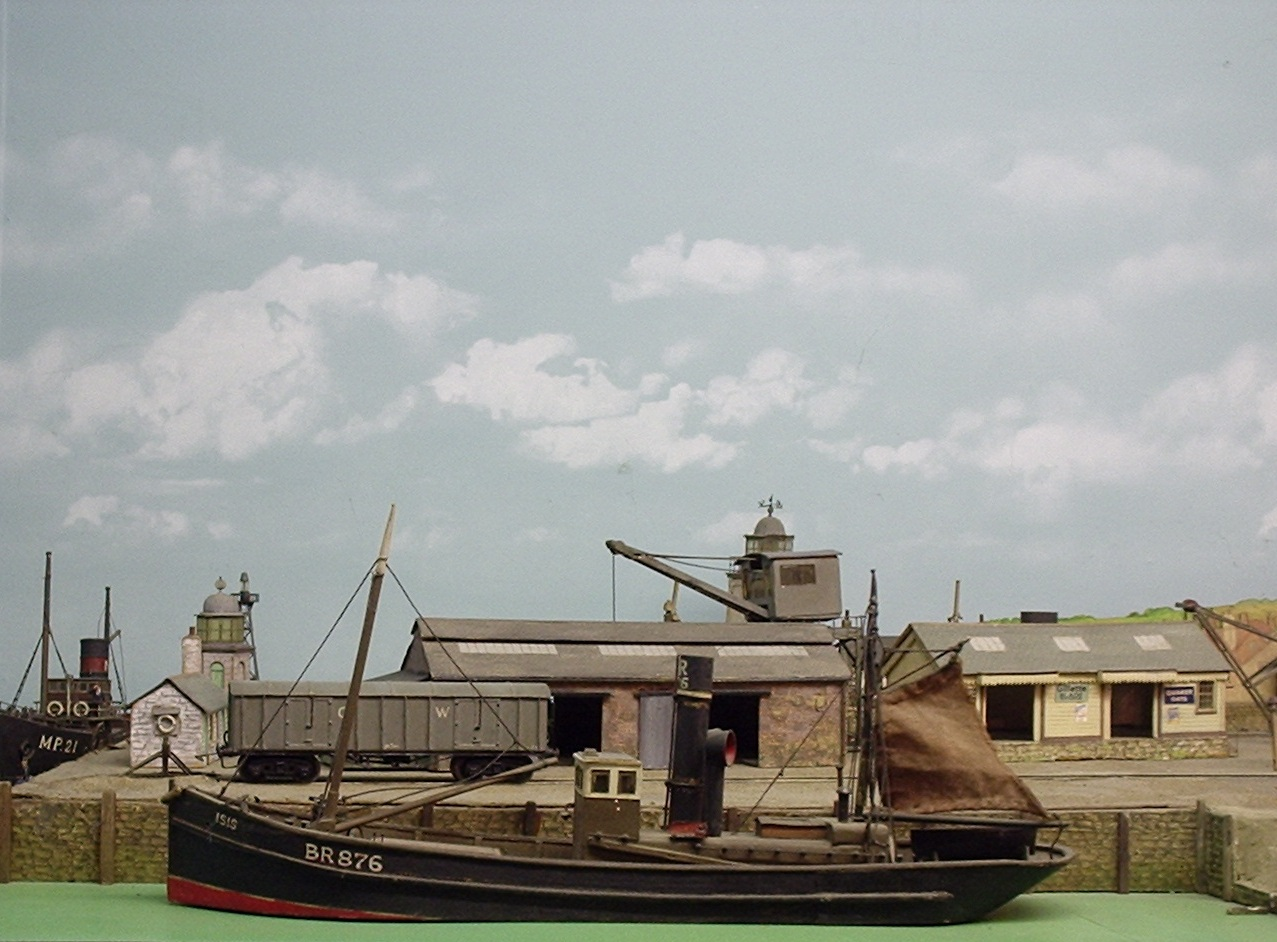
木製船艦模型

### 坦克模型
坦克模型主流比例为1：35（1/35比例模型），以模仿现役或是历史中的车辆来涂装并收藏为目的。

## 比例模型历史

### 塑料模型出现之前
塑料模型出现之前都是用木材做模型的，利用專家繪製好的工作圖自行裁切木料製作。

## 外部連結
- 央視- 艦船模型製作知多少 （页面存档备份，存于）
- 檔不住的機甲狂熱！玩家獨自一人將卡車改裝成了一台重裝機甲 （页面存档备份，存于）